# Francisco Espoz y Mina
Francisco Espoz Illundáin, conocido como Francisco Espoz y Mina (Idocin, 17 de junio de 1781-Barcelona, 24 de diciembre de 1836), fue un militar liberal español. Participó en conflictos como la Guerra de la Independencia española y la primera guerra carlista.

## Biografía
Nació en el seno de una humilde familia vascohablante de Idocin (Navarra) y el conocer cada detalle de su tierra fue algo decisivo en sus primeras campañas como guerrillero en esta.
Comenzó su carrera militar en 1808, en plena guerra de la Independencia. Se enroló en el destacamento del comisionado inglés Doyle y desarrolló su actividad bélica en Jaca. Tras la capitulación de Jaca se incorporó, en 1809, al «Corso Terrestre de Navarra» a las órdenes de su propio sobrino Javier Mina, Mina el Mozo. Este fue capturado por los franceses en 1810 y entonces fue nombrado jefe de la partida de guerrilleros que hasta ese momento lideraba su sobrino. Consiguió así unir bajo su mando a todos los grupos guerrilleros que actuaban en Navarra. Adoptó como segundo apellido el de su sobrino intentando disfrutar del prestigio que Francisco Xavier tenía entre sus hombres. Sobresalió por su habilidad a la hora de aglutinar todas las partidas de guerrilleros que obraban en el territorio foral y se convirtió en la peor pesadilla de los franceses, al mando de la División de Navarra. Fue conocido en esta época como el «Rey de Navarra» por sus hazañas, sus conquistas y su poder en el territorio.
Entre 1810 y 1813, con unos tres mil hombres, desarrolló sus ataques e incursiones por Navarra, Aragón, Castilla y Guipúzcoa, sin que las tropas francesas pudieran hacerle frente. Ante esta situación, el general francés Honoré Charles Reille intentó paralizarlo con un ejército diez veces superior, sin conseguirlo. Espoz y Mina continuó logrando éxitos guerrilleros en Sangüesa, Arlabán en 1811 y 1812, Tafalla, Sos del Rey Católico, Rocaforte, Motrico, Fuenterrabía y Zaragoza. Ante los mismos, la Junta de Regencia le otorgó múltiples condecoraciones y le nombró sucesivamente coronel, general, mariscal de campo y jefe de su brigada (1812). Finalizada la guerra en 1814 con la retirada del ejército francés y la vuelta de Fernando VII, se opuso a la disolución de la guerrilla y se colocó de parte de la causa liberal (que mantuvo hasta su muerte). El 25 de septiembre se sublevó en Puente la Reina y marchó hacia Pamplona, en un intento fallido de proclamar la Constitución de 1812. Fracasada la intentona, tuvo que refugiarse en Francia.
Con el triunfo del alzamiento liberal de Riego, en 1820 regresó a Navarra y proclamó la Constitución en Santesteban. Fue nombrado capitán general de Navarra y de Cataluña. Fue comandante general de Galicia (1821) y posteriormente destituido. En 1822, en plena lucha entre absolutistas y liberales durante el Trienio, fue enviado a Cataluña, donde llevó a cabo una campaña que le permitió limpiar la región de partidas realistas en el espacio de seis meses. Arrasó la población de Castellfullit de Riubregós y tomó Seo de Urgel, acciones por las que fue ascendido a teniente general y condecorado con la Cruz de San Fernando. Fue uno de los pocos generales que hizo frente a Luis Antonio de Borbón, duque de Angulema (1775-1844), cuando entró en España al frente de los Cien Mil Hijos de San Luis para restaurar el régimen absolutista de Fernando VII. Tuvo que capitular en noviembre de 1823 y huyó a Inglaterra, para instalarse después en París. Desde allí trató de conseguir ayuda del gobierno francés del rey constitucional Luis Felipe de Orleans para restablecer en España la Constitución liberal.

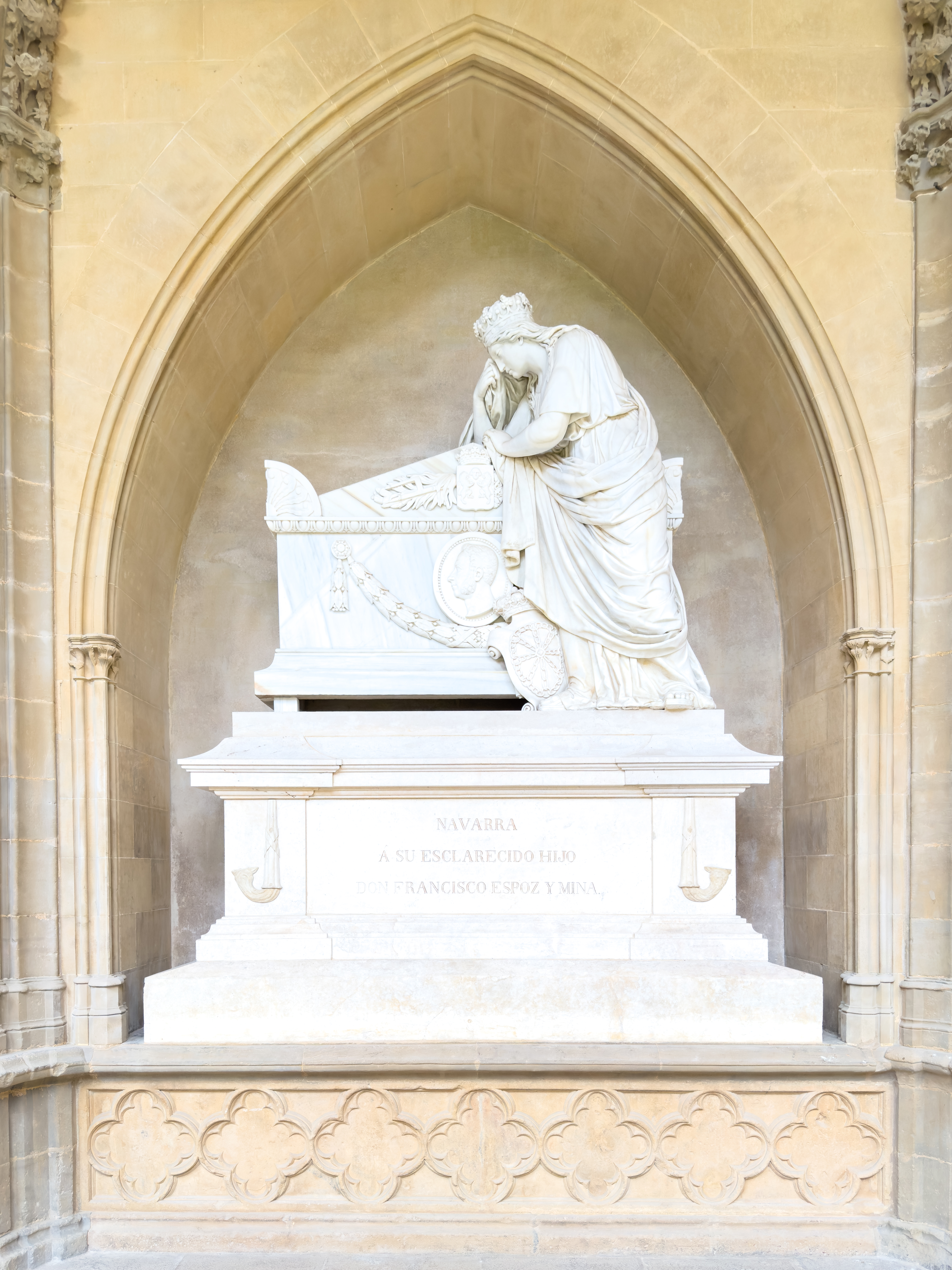
Su tumba en el claustro de la catedral de Pamplona (1855), obra de José Piquer Duart.

El 18 de octubre de 1830 intentó entrar en el País Vasco, a través de Bayona, contra el régimen de Fernando VII, pero tuvo que volver rápidamente hacia Francia al ver que el país no respondía con el interés necesario. Regresó a España en 1833 favorecido por la amnistía decretada por la reina regente María Cristina de Borbón. El gobierno monárquico de la regente le reconoció su graduación militar, le nombró virrey de Navarra (1834-1836) y le confió el mando supremo de la lucha en el Norte contra los carlistas. Se enfrentó sin éxito a Zumalacárregui, pues fue derrotado en las acciones de Larrainzar, Echarri, Ardanaz y Olazagutía. Presentó su dimisión el 13 de abril de 1835. En octubre de 1835, el gobierno de Mendizábal le nombró capitán general de Cataluña (1835-1836), donde obtuvo algunos éxitos contra los rebrotes carlistas, algunos de ellos teñidos de verdadera crueldad, como cuando mandó fusilar a la madre del militar carlista Ramón Cabrera, hecho que provocó la repulsa general. Tras una breve campaña por Lérida y Tarragona, presentó su dimisión el 1 de abril de 1836.
Murió en Barcelona en 1836 mientras preparaba su salida voluntaria a Francia. Fue enterrado en una suntuosa ceremonia fúnebre. Su viuda (mucho más joven que él), Juana María de la Vega, condesa de Espoz y Mina, fue nombrada ayuda personal de la reina Isabel II durante la Regencia de Espartero y se encargó de mantener vivo el recuerdo de su marido hasta su muerte en 1872. Publicó las memorias de su esposo, tituladas Memorias del General Don Francisco Espoz y Mina.
También se dedicó a la ganadería de toros de lidia. Está enterrado en un mausoleo situado en el claustro de la catedral de Pamplona.